# Арбузов Антон Петрович
Арбузов Антон Петрович (1797 або 1798 — січень 1843, Назарово, Красноярський край) — лейтенант Гвардійського екіпажу, декабрист, член Північного товариства, активний учасник повстання на Сенатській площі.

## Біографія
З дворян. Виховувався в Морському кадетському корпусі. Гардемарин — 7 червня 1812 року, мічман — 27 (або 21) липня 1815 року, лейтенант — 27 лютого 1820 року. Призначений до Гвардійського екіпажу 20 листопада 1819 року. З 1812 року здійснював плавання по Балтійському морю, в 1823 році на фрегаті «Проворний» плавав до Ісландії і до Англії, в 1824 році на шлюпі «Мирний» — в Росток.
Один із засновників таємного Товариства Гвардійського екіпажу (1824 рік), автор його статутів. Мета товариства — свобода і рівність. Статути передбачали смертну кару для тих, хто, увійшовши до товариства, змінить йому. У 1825 році був прийнятий Завалішиним в Орден відновлення, член Північного товариства (грудень 1825). Учасник нарад у Рилєєва і Оболенського. Активний учасник повстання на Сенатській площі. Арбузов в останні дні перед повстанням намагався повідомити матросам своєї роти про план та цілі повстання. Крім нього, на таке не зважився жоден з членів Північного товариства. Прихильник республіканської форми правління. Він відмовився присягати Миколі I. Арбузов разом з Миколою Бестужевим вивів Гвардійський екіпаж на Сенатську площу, де спонукав матросів до продовження бунту.
Заарештований в ніч з 14 на 15 грудня 1825 року й ув'язнений в Алексєєвський равелін Петропавловської фортеці.
Засуджений за I розряду і по конфірмації 10 липня 1826 року засуджений на каторжні роботи довічно, термін скорочений до 20 років — 22 серпня 1826 року. Відправлений у Роченсальм, а звідти до Сибіру. Покарання відбував у Читинському острозі і Петровському заводі. Після закінчення терміну каторги переведений на поселення в с. Назаровський Ачинського округу Єнісейської губернії (нині м. Назарово Красноярського краю), де й помер. У Назарові Арбузов жив важко, досяг таких злиднів, що останнім часом харчувався лише рибою, яку сам ловив.
Могила його не збереглася.
Одна з головних вулиць міста (вулиця декабриста Арбузова) названа в пам'ять про Арбузова.